# Hydroxymethyl

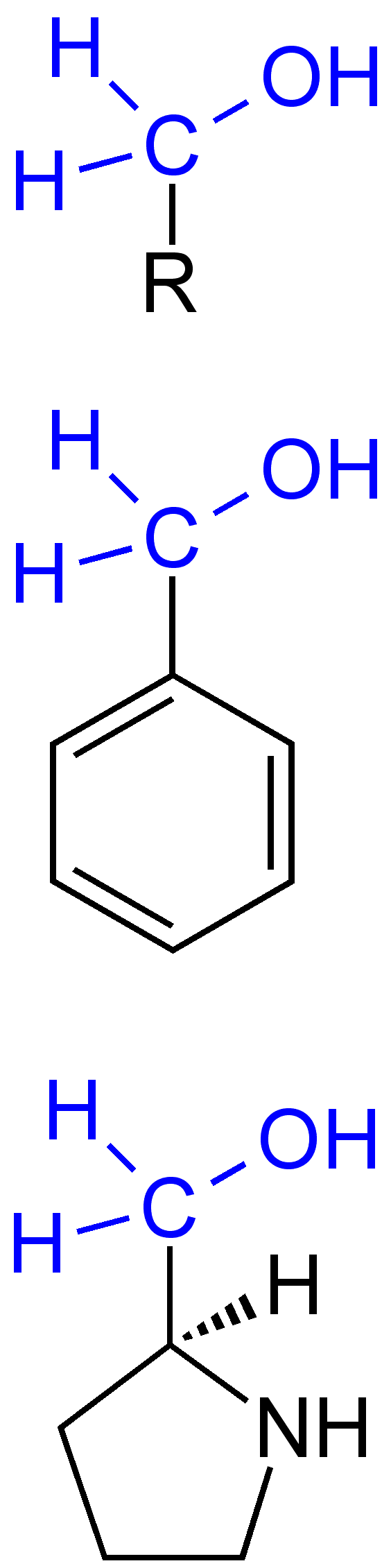
hydroxymethylová skupina

Hydroxymethyl je funkční skupina se vzorcem -CH2OH, obsahující methylenovou (-CH2-) a hydroxylovou skupinu (-OH). Má stejný souhrnný vzorec jako methoxyskupina (-OCH3), liší se pouze v místě navázání na zbytek molekuly.
Hydroxymethyl je obsažen v postranním řetězci aminokyseliny serinu.